# 東寧路 (臺南市)
東寧路位於臺南市東區，為臺南市的主要道路之一，東起後甲圓環，過勝利路後為東寧路西段，通過東寧地下道後接民族路一段，全長大約2.17公里。該路與民族路、裕農路於後甲圓環以東路段共編為臺南市道路編號22。

## 歷史
東寧路為日治時期都市計畫中的三等六號道路，在戰後開闢，其目的為裕農路截彎取直，縮短市中心與城郊後甲、太子廟、媽祖廟等地的旅行時間

## 沿途設施
（由西至東）
- 東寧地下道
- 臺南市東區博愛國民小學
- 原台南廳長官邸
- 馬雅各青年公園
- 國立台南第一高級中學
- 國立成功大學勝利校區
- 台南市公共自行車-YouBike2.0成功大學勝利校區（東寧路）
- 國立成功大學東寧校區
- 台南市公共自行車-YouBike2.0東寧社區成大宿舍
- 東寧運動公園
- 台南市公共自行車-YouBike2.0東寧運動公園
- 南紡購物中心
- 台南市公共自行車-YouBike2.0時代公園
- 後甲圓環

## 本路段客運
- 市區公車[1]

| 編號 | 路線                                                            | 本路段公車站             |
| ---- | --------------------------------------------------------------- | ------------------------ |
| 6    | 統聯客運永康站／仁德轉運站－龍崗國小                            | 東寧社區－成功新村       |
| 70左 | 永華市政中心（府前路）－永華市政中心（府前路） （逆時針循環線） | 成功新村                 |
| 70右 | 永華市政中心（府前路）－永華市政中心（府前路） （順時針循環線） | 成功新村                 |
| 77   | 原住民文化會館－仁德轉運站                                      | 東寧社區－東寧路東光路口 |